# Magellanie
La Magellanie est le nom donné au XVIe siècle et XVIIe siècle à un continent imaginaire comprenant les îles de l’Atlantique situées au sud de l’Amérique et de l’Afrique. Il est à rapprocher de la Terra Australis. 

## Origine
Ce nom est mentionné sur un planisphère de la fin du XVIe siècle, planisphère dont on retrouve un extrait dans un atlas en 1618. Il est cité en 1676 dans une carte de Pierre Duval, puis par Charles de Brosses en 1756 dans son ouvrage Histoire des Navigations aux Terres australes et dans une carte de Didier Robert de Vaugondy.

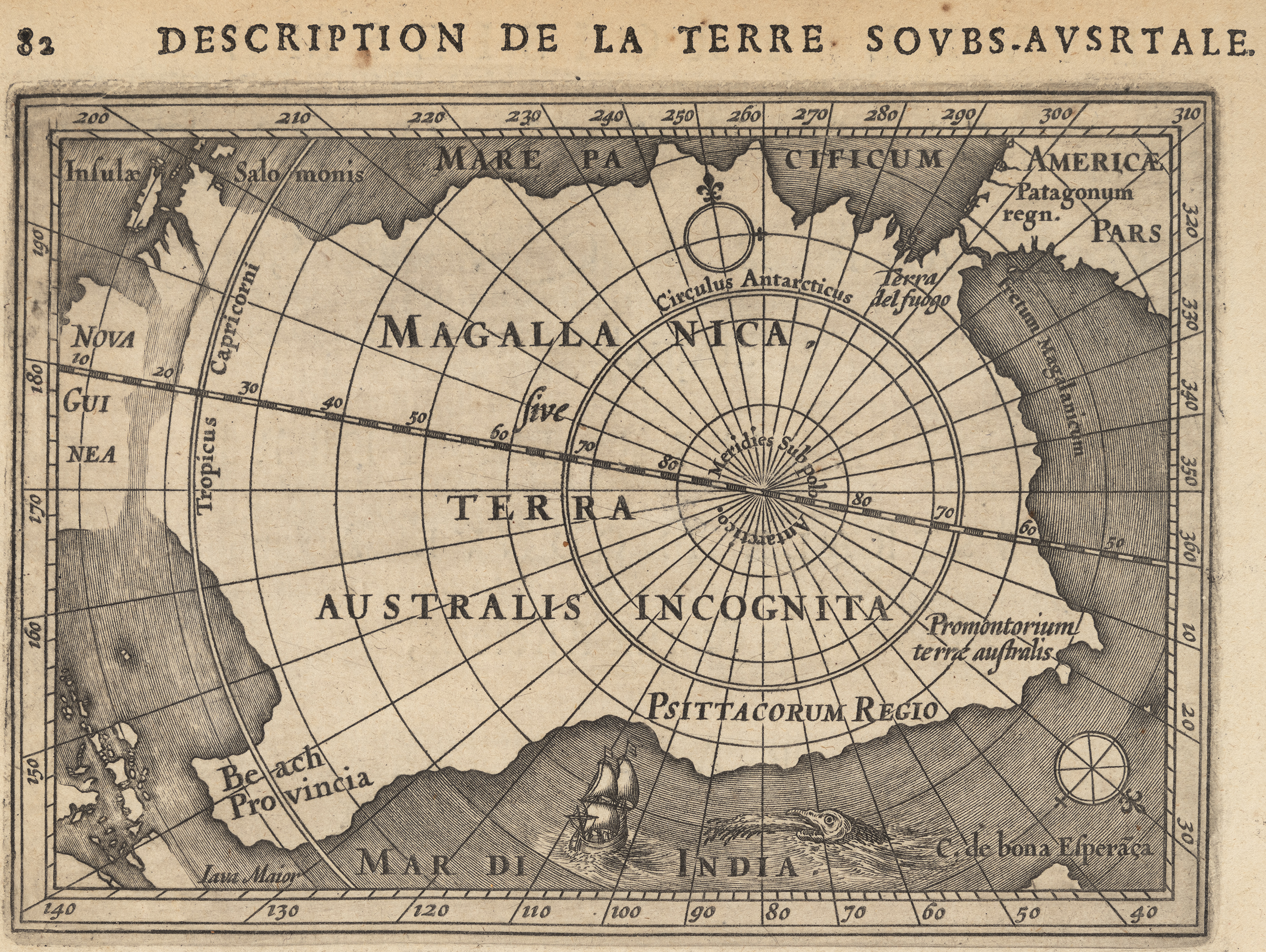
Extrait de planisphère centré sur la Magellanie en 1618.
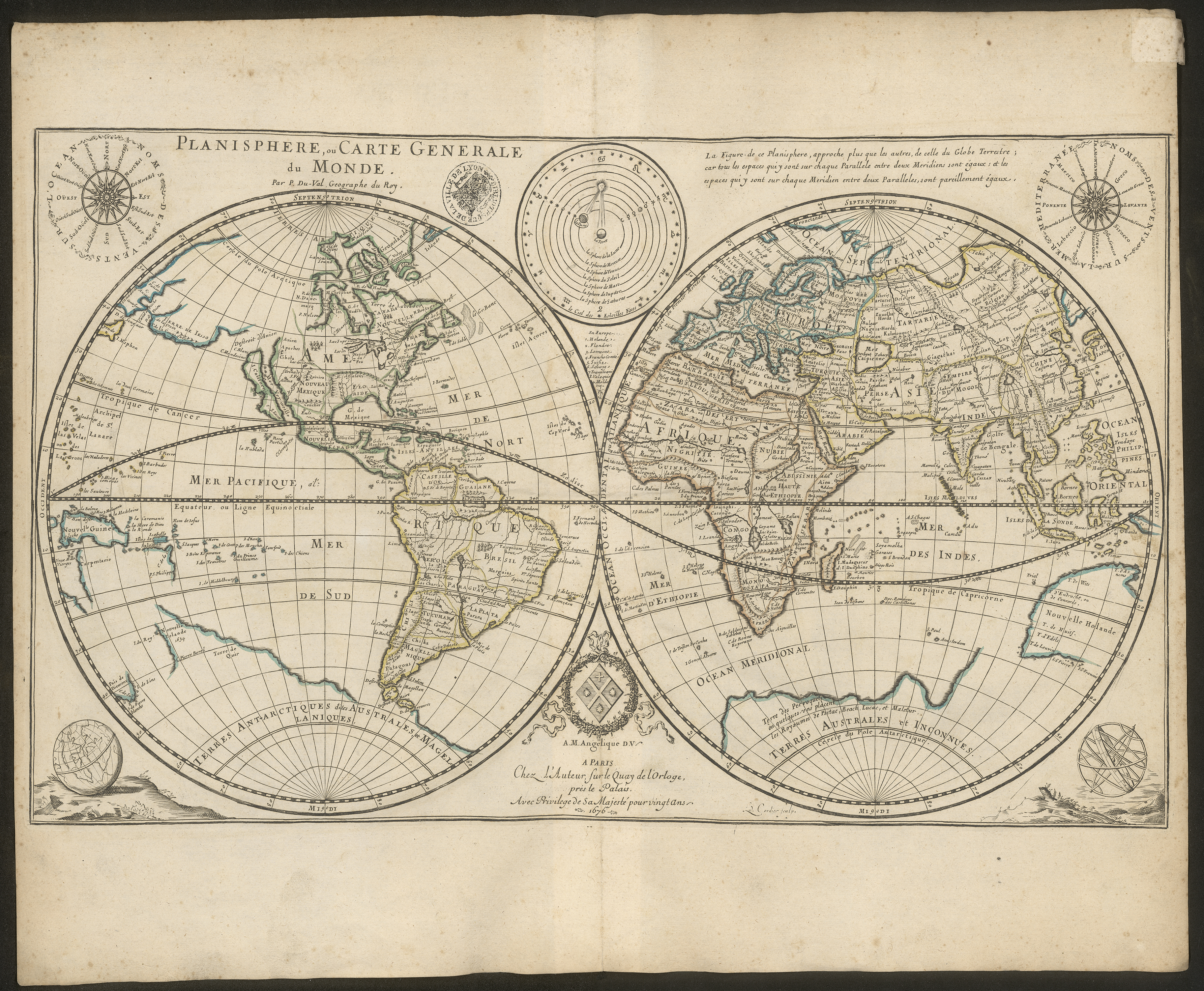
Planisphère de Pierre Duval mentionnant les terres magellaniques en 1676.
Planisphère de Didier Robert de Vaugondy mentionnant la Magellanie en 1756.

## Description
Dans un contexte où la zone est méconnue et non-cartographiée, les navigateurs pensent être face à un continent, à qui il est donné un nom en hommage à Magellan. Il se rattache au terme de Terra Australis.

## Culture
Jules Verne s’en inspire pour son roman En Magellanie, dont l’action se déroule au sud de la Terre de Feu. Il est ensuite publié sous le nom de Les Naufragés du Jonathan. Il fait l'objet d'une nouvelle par Alfred Coppel en 1952.

### Œuvres littéraires mentionnant la Magellanie
- Jules Verne, En Magellanie, Gallimard, 1987 (lire sur Wikisource, présentation en ligne)
- (pl) Alfred Coppel, Magellanie, 1952 (lire en ligne)